# 石川県臨床衛生検査技師会
石川県臨床衛生検査技師会（いしかわけんりんしょうえいせいけんさぎしかい、Ishikawa Association of Medical Technologists）は、石川県における臨床検査技師の専門職能向上と、地域医療の質の向上を目指す団体。

## 活動
石川県臨床衛生検査技師会は、会員の教育と訓練を通じて、臨床検査技師の専門性を高める活動を行っています。また、地域医療の質の向上にも貢献している。

## 歴史
石川県臨床衛生検査技師会の設立年や重要なマイルストーンについて記述する。